# Operation Fusileer
Die Operation Fusileer war eine Serie von 17 US-amerikanischen Kernwaffentests, die 1983 und 1984 auf der Nevada Test Site in Nevada durchgeführt wurde.

## Die einzelnen Tests der Fusileer-Serie
| #  | Bombe              | Datum / Zeit (GMT)           | Testgelände | Testart | Sprengkraft   | Anmerkungen |
| -- | ------------------ | ---------------------------- | ----------- | ------- | ------------- | ----------- |
| 1  | Muggins            | 9. Dezember 1983 16:00 Uhr   | Area 3ls    | Schacht | <20 kT        |             |
| 2  | Romano             | 16. Dezember 1983 18:30 Uhr  | Area 2ex    | Schacht | 20 bis 150 kT |             |
| 3  | Gorbea             | 31. Januar 1984 15:30 Uhr    | Area 2cq    | Schacht | 20 bis 150 kT |             |
| 4  | Midas Myth/Milagro | 15. Februar 1984 17:00 Uhr   | Area 12t.04 | Tunnel  | <20 kT        |             |
| 5  | Tortugas           | 1. März 1984 17:45 Uhr       | Area 3gg    | Schacht | 20 bis 150 kT |             |
| 6  | Agrini             | 31. März 1984 14:30 Uhr      | Area 2ev    | Schacht | <20 kT        |             |
| 7  | Mundo              | 1. Mai 1984 19:05 Uhr        | Area 7bo    | Schacht | 20 bis 150 kT |             |
| 8  | Orkney             | 2. Mai 1984 13:50 Uhr        | Area 10be   | Schacht | <20 kT        |             |
| 9  | Bellow             | 16. Mai 1984 16:00 Uhr       | Area 4ac    | Schacht | <20 kT        |             |
| 10 | Caprock            | 31. Mai 1984 13:04 Uhr       | Area 4q     | Schacht | 20 bis 150 kT |             |
| 11 | Duoro              | 20. Juni 1984 15:15 Uhr      | Area 3lv    | Schacht | 20 bis 150 kT |             |
| 12 | Normanna           | 12. Juli 1984 14:00 Uhr      | Area 10cb   | Schacht | <20 kT        |             |
| 13 | Kappeli            | 25. Juli 1984 15:30 Uhr      | Area 20am   | Schacht | 20 bis 150 kT |             |
| 14 | Correo             | 2. August 1984 15:00 Uhr     | Area 3lw    | Schacht | <20 kT        |             |
| 15 | Dolcetto           | 30. August 1984 14:45 Uhr    | Area 7bi    | Schacht | <20 kT        |             |
| 16 | Wexford            | 30. August 1984 14:45 Uhr    | Area 2cr    | Schacht | <20 kT        |             |
| 17 | Breton             | 13. September 1984 14:00 Uhr | Area 4ar    | Schacht | 20 bis 150 kT |             |